# Megalachne masafuerana
Megalachne masafuerana là một loài thực vật có hoa trong họ Hòa thảo. Loài này được (Pilg.) Matthei mô tả khoa học đầu tiên năm 1974.